# 서울 스타 LFS
서울 스타 LFC(Seoul Star Ladies' Futsal Club)는 대한민국 서울특별시에 있었던 풋살 선수단이다. 여자 아마추어 풋살단이며, 2014년에 창단되었고 2018년에 해단되었다.

## 우승 기록
- FK리그
  - 우승(1): 2014-15

## 개인 기록
- 리그 MVP
  - 2014-15:  임다은

## 참고 문헌
- “스포츠지원포털 등록 현황”. 대한체육회.
- “KFA 통합경기정보 시스템”. 대한축구협회.